# Hugh Sebag-Montefiore

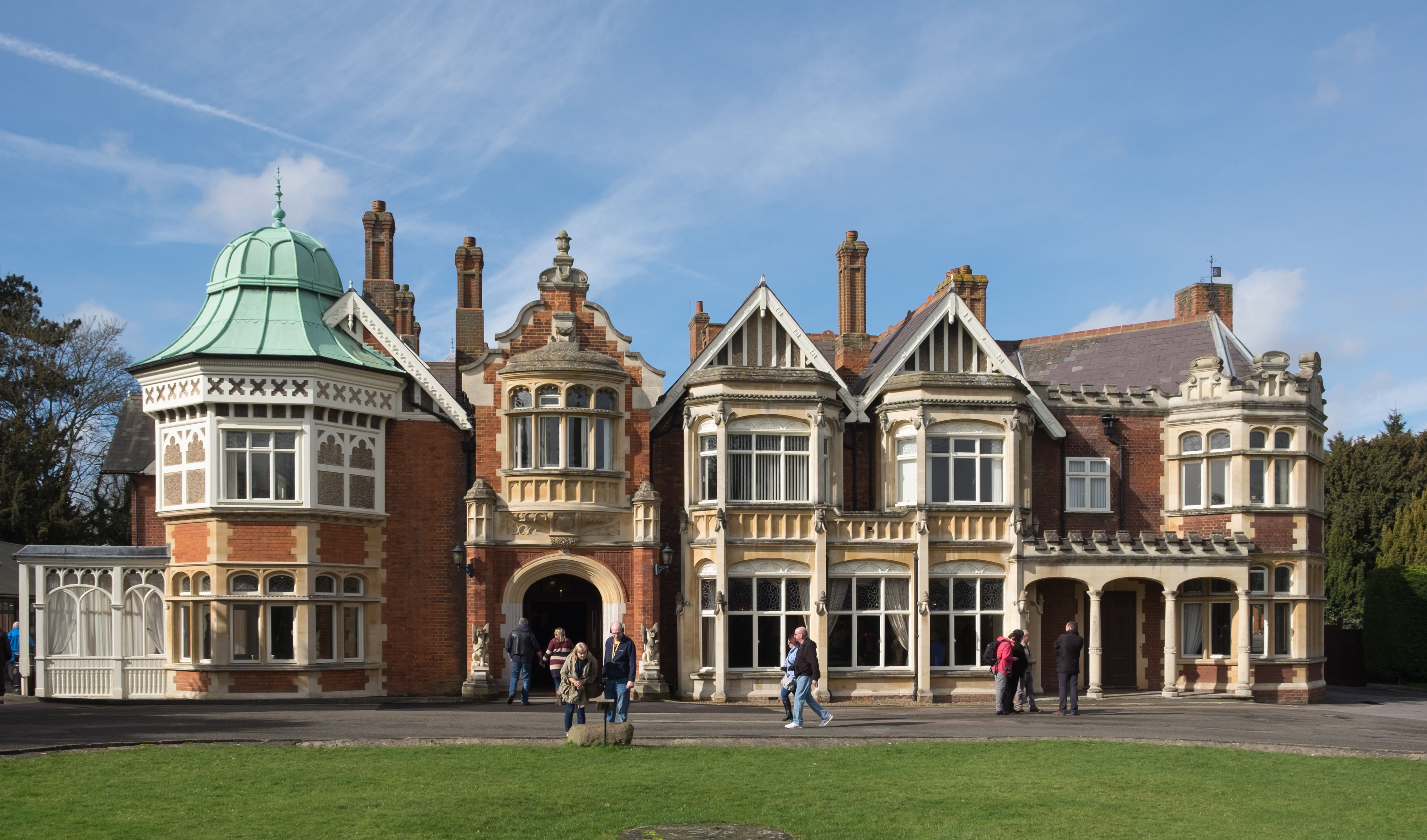
Das Herrenhaus (engl. the mansion) von Bletchley Park (Foto 2017) gehörte bis 1937 der Familie von Sebag-Montefiore, war dann während des Zweiten Weltkriegs die Zentrale der britischen Codeknacker und ist heute ein Museum.

Nicholas Hugh Sebag-Montefiore (* 5. März 1955) ist ein britischer Schriftsteller. Er arbeitete zunächst als Rechtsanwalt, bevor er Journalist wurde und sich inzwischen als Historiker und Sachbuchautor einen Namen machte.
Eines seiner Bücher ist Enigma – The Battle for the Code, in dem er die Geschichte des Bruchs der deutschen Schlüsselmaschine Enigma durch britische Codeknacker im englischen Bletchley Park während des Zweiten Weltkriegs beschreibt. Seine Vorfahren, die Familie Leon, waren Eigentümer dieses etwa 70 km nordwestlich von London gelegenen Anwesens (siehe auch: Bletchley Park House), bevor es im Jahre 1937 an die britische Regierung verkauft wurde.
Ein weiteres Buch Sebag-Montefiores ist Dunkirk – Fight to the Last Man, in dem er ein anderes Thema aus dem Zweiten Weltkrieg behandelt, nämlich die Schlacht um Dünkirchen und die Entsetzung der im Brückenkopf befindlichen britischen Streitkräfte der British Expeditionary Force. Einer von Sebag-Montefiores Vorfahren befand sich selbst im Brückenkopf und konnte glücklich evakuiert werden.
Hugh Sebag-Montefiore lebt zusammen mit seiner Frau und drei Kindern in London. Für seine umfangreichen Recherchen, speziell zur Enigma, unternahm er zahlreiche Reisen, unter anderem nach Warschau, Berlin, Paris und Washington. Sein Bruder ist Simon Sebag Montefiore. Der frühere Eigentümer von Bletchley Park House, Sir Herbert Leon (1850–1926), ist ein Ururgroßvater der beiden.

## Werke
- Enigma – The battle for the code. Cassell Military Paperbacks, London 2004. ISBN 0-304-36662-5
- Dunkirk – Fight to the last man. Penguin, 2007. ISBN 0-14-102437-2